# Microrégion de Chapadinha

Localisation de la microrégion de Chapadinha

La microrégion de Chapadinha est l'une des six microrégions qui subdivisent l'est de l'État du Maranhão au Brésil.
Elle comporte 9 municipalités qui regroupaient 190 178 habitants en 2006 pour une superficie totale de 10 031 km2.

## Municipalités[1]
- Anapurus
- Belágua
- Brejo
- Buriti
- Chapadinha
- Mata Roma
- Milagres do Maranhão
- São Benedito do Rio Preto
- Urbano Santos